# Житомирський обласний літературний музей
Житомирський обласний літературний музей — заснований 4 грудня 1990 року в м. Житомир. Нині є відділом Житомирського обласного краєзнавчого музею. 

## Будівля
З 2001 року музей розташований в двоповерховому будинку на Київській 45, побудованому в 1907 році оперною співачкою Кларою Брун, яка виступала разом із Шаляпіним, Собіновим, а поміж європейськими гастролями навідувалася в Житомир. Цей будинок є одним з останніх у місті зразків модерну в архітектурному вирішенні. Вишукана ліпка на фасаді та стелях, а особливо неймовірної краси, єдина на весь Житомир майолікова піч із позолотою свідчать про заможність і вишукані естетичні смаки колишніх господарів.

## Діяльність
Працівники музею займаються науковим комплектуванням, спрямованим на збереження рухомих пам'яток літературного та мистецького життя. У музеї зібрано близько 5 тисяч одиниць речей музейного значення. Особливо виділяються:
- бібліотека та архівні матеріали поета-перекладача Бориса Тена;
- автографи українських письменників 19-20 сторіччя;
- ескізи до вистав Житомирського театру, колекції театральних афіш;
- меморіальні речі українських письменників, митців.

Музей проводить наукові дослідження життя та діяльності на теренах Житомирщини відомих літераторів та митців. Наукові співробітники музею є авторами книг та статей про письменників-житомирян і тих літераторів та культурних діячів, життя яких пов'язане з Житомиром. В музеї працюють 14 співробітників, з них 6 займаються науковою роботою.
Експозиція музею працює з 10.00 до 18.00 крім суботи та неділі. Проводиться екскурсійне обслуговування.

## Експозиція
Експозиція музею складається з трьох виставок.
Перша виставка
Виставка творів житомирського театрального художника Івана Шевченка (1913—1994), заслуженого діяча мистецтв України, який з 1952 року працював на посаді головного художника облмуздрамтеатру.
Друга виставка
На другому поверсі — виставка присвячена життю, літературній та мистецький діяльності поета-перекладача Бориса Тена. Ним створено славнозвісні українські переклади «Одіссеї» та «Іліади» Гомера, багатьох інших творів світової класики. Експозиція знайомить відвідувачів із складним життєвим шляхом Бориса Тена, який висвітлюють численні документи, фото, меморіальні речі.
Третя виставка
Третя виставка присвячена перебуванню в Житомирі видатного українського композитора Михайла Скорульського (1887—†1950), автора відомого балету «Лісова пісня». На виставці представлено меморіальні речі та меблі з колишнього помешкання Скорульських у Житомирі, а також фотографії та документи, передані до музею нащадками композитора.

## Літературно-меморіальний музей Оноре де Бальзака
До складу музею входить також окремо розташований відділ — літературно-меморіальний музей Оноре де Бальзака, який знаходиться за адресою: Житомирська область, Бердичівський район, Ружинська територіальна громада, с. Верхівня, вул. Миру, 20.
Музей внесений до переліку музеїв, в яких зберігаються предмети, що є державною власністю і належать до державної частини музейного фонду України.
Був створений за ініціативою ентузіастів у 1959 році на честь 160-річчя від дня народження письменника та провадив діяльність на громадських засадах у приміщенні колишнього маєтку Ганських (зараз — філія Житомирського агротехнічного коледжу) як  кімната-музей Оноре де Бальзака.
У 1999 році на базі кімнати-музею був створений літературно-меморіальний музей, що складається з трьох кімнат, в яких у період з 1847 по 1850 роки жив Бальзак.
Серед тогочасних предметів побуту збереглися стіл із канделябром, крісла, шафа-сервант, фортепіано ХVIII століття.
Також в експозиції музею представлені колекція графіки та книг, подаровані музею культурними установами Франції.
Музей включений до складу обласних туристичних маршрутів «Троянди та виноград» і «Коло Житомирщини». Щороку, до дня народження письменника, проводиться Міжнародне літературне свято «Весна Прометея». Також, за підтримки обласної ради та Асоціації «Бальзак-Ганська», запроваджено проведення міжнародного фестивалю Balzac Fest.